# Abutsu-ni

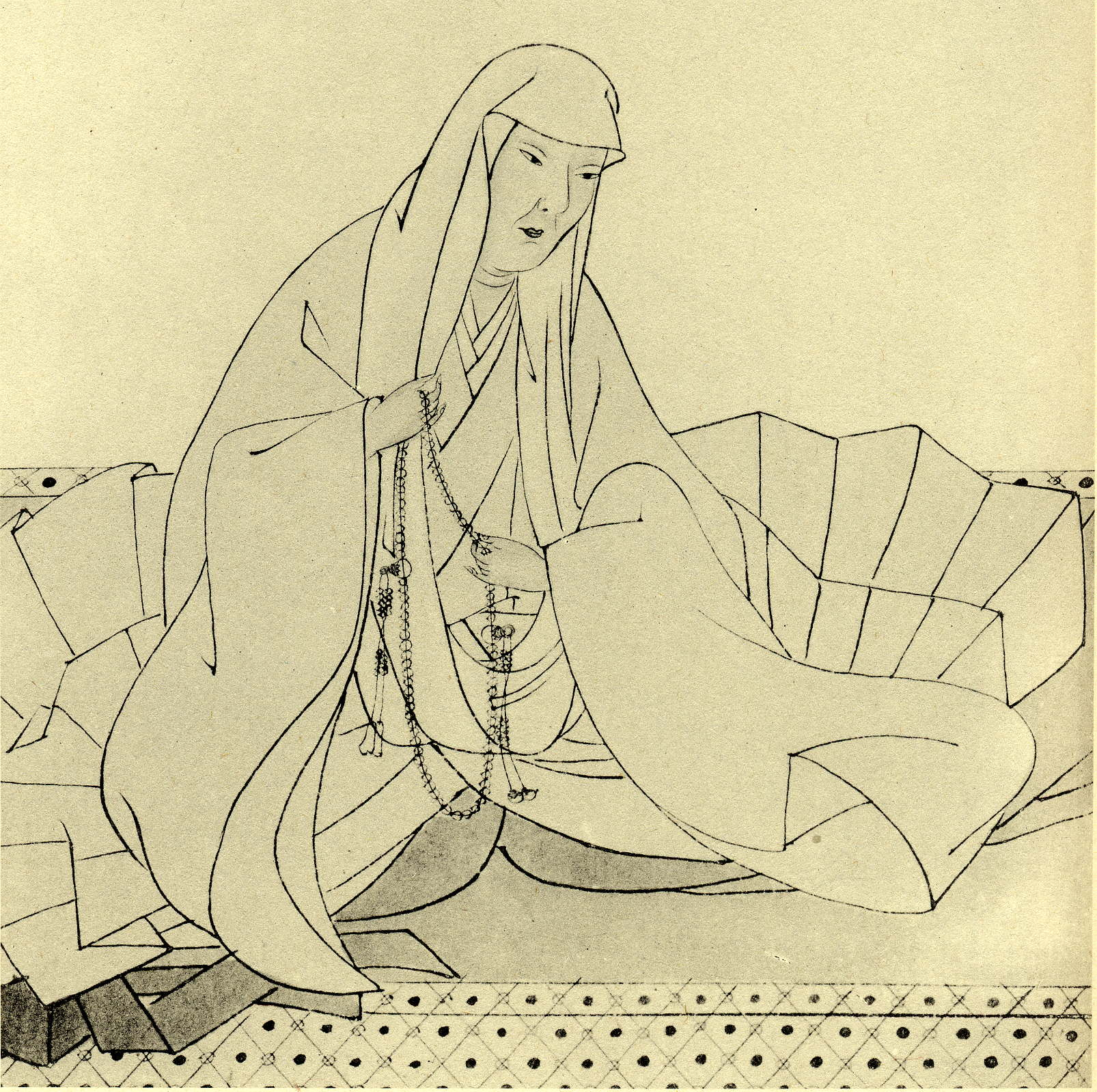
Abutsu-ni

Abutsu-ni (jap. 阿仏尼; * um 1222; † 1283) war eine japanische Dichterin der Kamakura-Zeit.

## Leben
Über die Herkunft von Abutsu ist nichts bekannt. Es wird angenommen, dass sie die Tochter oder – wahrscheinlicher – Adoptivtochter des Provinzgouverneurs Taira no Norishige (平 度繁) war. Sie kam frühzeitig – wohl vor ihrem 20. Geburtstag – an den kaiserlichen Hof als Dienerin der Prinzessin Anka-mon’in (Kuniko), der Enkelin von Kaiser Takakura und Frau von Kaiser Juntoku, wovon ihre Beinamen Anka-mon’in Echizen, später Anka-mon’in Shijō und Anka-mon’in Uemon Suke zeugen.
Sie hatte in ihrer Zeit am Hof eine unglückliche Affäre mit einem vermutlich ranghöheren Mann, nach oder vielleicht auch wegen der sie den Hof verließ und die sie in dem Buch Utatane (うたたね; um 1238) reflektierte. Sie war Mutter von drei Kindern, als sie 1252 von der Familie Fujiwara no Tameies beauftragt wurde, Murasaki Shikibus Genji monogatari (d. i. 阿仏尼本源氏物語, Abutsu nibon Genji Monogatari) zu kopieren. Bereits im Folgejahr wurde sie Nebenfrau des Dichters Fujiwara no Tameie, der sie nach der Geburt von zwei Söhnen 1265 zu seiner Hauptfrau machte. Nach dem Tod ihres Mannes wurde sie buddhistische Nonne und nannte sich fortan Abutsu-ni (dt. Nonne Abutsu).
Als ein Rechtsstreit darüber ausbrach, ob die Bewahrung der Handschriften der japanischen Literatur nach Tameie dessen ältestem Sohn aus erster Ehe oder dem ältesten ihrer gemeinsamen Söhne, Tamesuke, zustände, brach sie 1279 zu einer Reise nach Kamakura auf, um der dortigen Militärregierung den Fall vorzutragen. Sie berichtete von der Reise in dem Tagebuch Izayoi nikki (十六夜日記), das aus 116 Gedichten, darunter 68 eigenen, besteht. Sie starb – vermutlich in Kamakura – ohne eine Entscheidung der Regierung erhalten zu haben. Zuletzt wurde das Amt der Bewahrung der nationalen Literatur tatsächlich ihren Nachkommen übertragen, die die Reizei-Familie gründeten.
Drei Gedichte Abutsus hatte bereits Tameie in die offizielle Sammlung Shokukokin Wakashu (1265) aufgenommen, weitere 45 erschienen in anderen offiziellen Sammlungen. Fujiwara Nagakiyo veröffentlichte 1308–1310 59 ihrer Gedichte in der Anthologie Fubokusho. In der Mitte des 14. Jahrhunderts erschienen einhundert Gedichte in der Sammlung Anka-mon’in Shijō Hyakushu (安嘉門院四条百首) und mehr als fünfhundert in der Sammlung Anka-mon’in Shijō Gohyakushu (安嘉門院四条五百首). Zudem sind von Abutsu drei Prosawerke überliefert: ein Nachruf auf ihren Mann Tameie, eine Unterweisungsschrift an eine ihrer Töchter (Menoto no fumi (乳母のふみ) bzw. Niwa no oshie) sowie eine Abhandlung über das Schreiben von Gedichten unter dem Titel Yoru no tsuru (夜の鶴, Der Kranich in der Nacht, um 1280).